# أذى كالحب

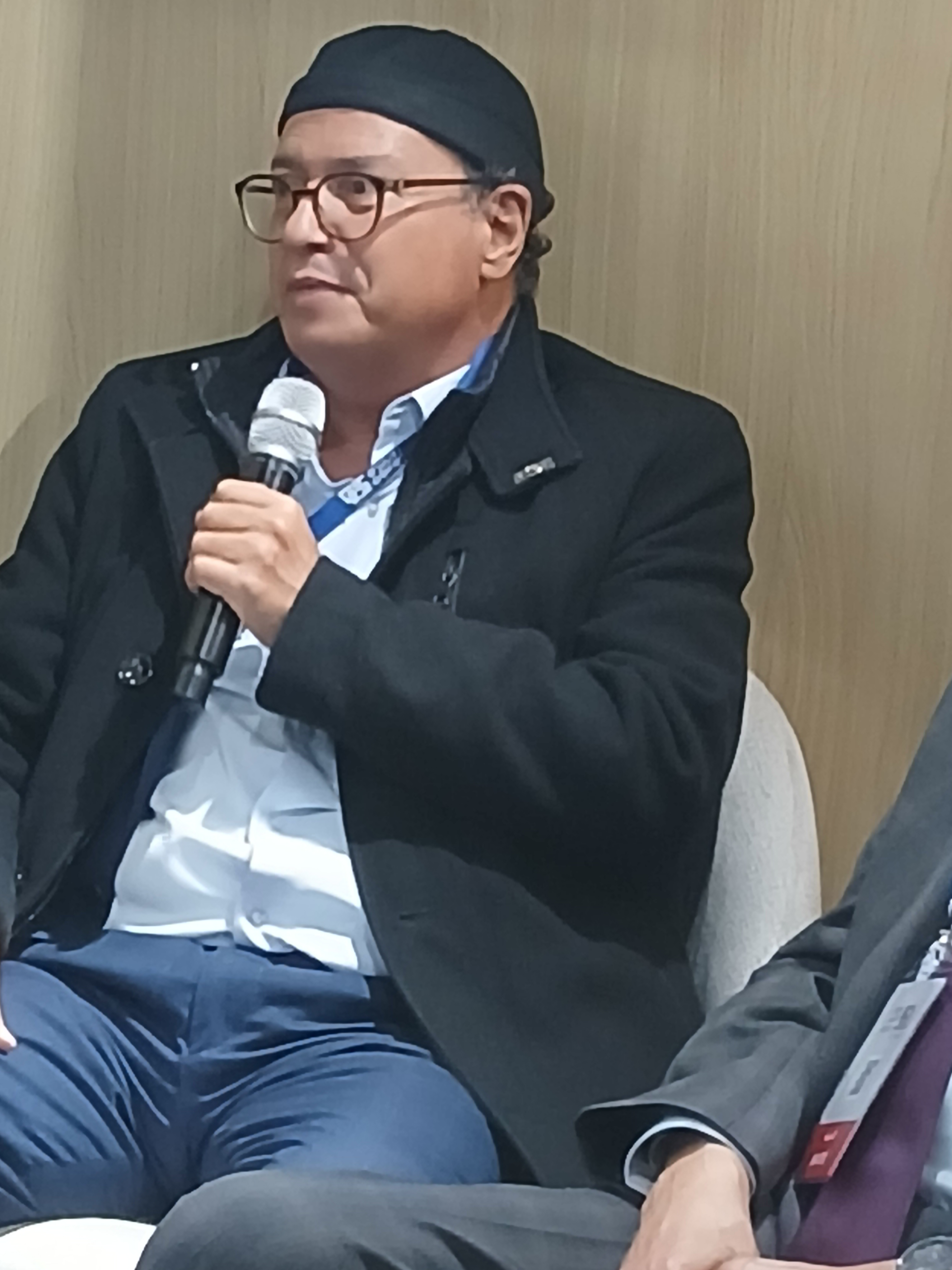
- صاحب الديوا

أذى كالحب هو ديوان شعري للشاعر المغربي حسن نجمي الفائز بجائزة ابن عربي الدولية للأدب العربي لسنة 2025، صدر في 1 أكتوبر 2014 عن دار توبقال ،ويقع الديوان في 168 صفحة.ترجم للغة الفرنسية ،ونشرت الديوان المترجم ملتقى الطرق.

## نبذة
ديوان "أذى كالحب" للشاعر المغربي حسن نجمي عمل شعري عميق يبحر في تعقيدات التجربة الإنسانية، حيث يمتزج الحب بالألم، والوجد بالغربة، والشغف بالخذلان. في لغة شعرية شفافة ومكثفة، يصوغ نجمي عوالمه الداخلية بانسيابية تجمع بين الحنين والتمرد، وتستعيد الذاكرة بوصفها ملاذًا وهروبًا. يتناول الديوان حالات وجودية متأرجحة بين الأمل والانكسار، ويمثل امتدادًا لرؤية الشاعر في مساءلة الذات والعالم من حوله، عبر نبض شعري يحمل بصمة خاصة تفيض بالأسى والرغبة في الخلاص.

## مكونات الديوان
ديوان "أذى كالحب" يتكون من ستة أبواب شعرية تحمل كل منها طابعًا ومزاجًا خاصًا، وهي:
- يأس مشمس
- أقصى الغموض
- جهة الحب
- قصائد برتغالية
- يوميات إيطالية
- جهة الظل

## أسلوب الديوان
يتّسم أسلوب ديوان "أذى كالحب" لحسن نجمي بنزعة شعرية تجريبية تتجاوز الصيغ التقليدية، حيث تمتزج قصيدة النثر بالتأملات السردية والمشهديات اليومية التي تتسرب عبر لغة شفافة وشديدة التوتر الشعري. يوظّف نجمي في هذا الديوان تقنية الكتابة من الهامش، فيتوسّل سطرًا شعريًا مرنًا ينمو من الجملة إلى الفقرة، مستثمرًا إرثًا شعريًا عالميًا يجمع بين شعراء كبار وهامشيين، ويعيد تركيب صور الجسد والذاكرة والحب بأسلوب مزيج من الروح والمادة. إنه شعر يختبر طاقة اللغة، ويقيم في المسافة بين الصمت والصراخ، وبين الغياب والحضور، ويتكئ على سردية الفرد بوصفها مدخلاً جماليًا وفلسفيًا لإعادة فهم الذات والعالم.

## أقتباسات من الديوان
"لا أستطيع أن أمنع رائحة الشواء البعيدة ولا بائعات الخبز عن لغتي." تعبير عن حضور الذاكرة الحسية في تشكيل اللغة الشعرية ."كلما حاولت أن أمسك بك وجدت صورة أبي تسبقني إلى الصور السريعة." استدعاء للحنين والارتباط العاطفي بالطفولة والوالدين ."لم يكن يبكي. لم يكن يفكر في البكاء. لكن دمعةً فاجأته. كأنها تأخرت عن موعد." مشهد شعري مكثف يعبّر عن بلاغة الصمت والانفعال الداخلي .
"أحلم بك وبروما. بيديك توسعان فراغ الغرفة. بأصابعي صاعدة إلى صدرك المغسول بالياسمين." صورة إيروتيكية حسية تعبّر عن الحب والتذكر .
"ذلك الصبي الممتلئ بلحظة المساء، لم يكبر بعد، لكنه لم يعد يلعب الكرة." تأمل في الزمن والطفولة والهوية المتغيرة .

## النقد والاستقبال
الاستقبال النقدي لشعر حسن نجمي يكشف عن وعي خاص بجدلية الذاكرة والزمن في صياغة التجربة الشعرية. فقد اعتبر النقاد أن مشروعه الشعري، ولا سيما في ديوان أذى كالحب، يشكل مختبراً لإعادة تركيب مدخرات الطفولة وتحويلها إلى طاقة جمالية ورؤيوية. فالذاكرة عنده لا تُستدعى من أجل اجترار الحنين أو تثبيت الماضي، بل تتحول إلى مادة قابلة للتأويل، تسمح بتأسيس زمن رابع يتغذى من الماضي والحاضر والمستقبل معاً. من هنا، رأى الدارسون أن نصوصه تشتغل على خلق صور شعرية متوترة، تنهل من البسيط واليومي (رائحة الشواء، بائعات الخبز) لتفتحها على رمزية كونية، حيث تتجاور الحميمية والاغتراب. وقد أبرز النقد أن نجمي ينجح في المزاوجة بين صوت الطفل الكامن في الأعماق وصوت الراشد الباحث عن المعنى، مما يمنح قصيدته بعداً مزدوجاً يتأرجح بين البراءة والوعي، وبين الحلم والخذلان. لذلك حظي شعره بتقدير نقدي واسع، عكسه تتويجه بجائزة المغرب للكتاب سنة 2011.